# Eberhard Jüngel
Eberhard Jüngel (5. prosince 1934 Magdeburg – 28. září 2021) byl německý luteránský teolog, který působil jako profesor systematické teologie a filosofie víry na Evangelické teologické fakultě Univerzity Eberharda Karla v Tübingenu.

## Životopis
Narodil se roku 1934 v německém Magdeburgu do ateistické rodiny. K rozhodnutí stát se teologem jej mimo jiné přiměl výrazně odmítavý postoj otce. Teologii nejdříve studoval v Naumburgu a Berlíně. Pregraduální vzdělání zakončil ve Švýcarsku pod vedením Gerharda Ebelinga na curyšské univerzitě a u Karla Bartha na univerzitě v Basileji.
V roce 1962 se habilitoval na Kirchliche Hochschule Berlin-Ost. Přímým důsledkem vztyčení Berlínské zdi bylo jeho jmenování na pozici docenta Nového zákona (Dozent für Neues Testament) na této škole, v níž působil další čtyři roky. Poté se stal řádným profesorem systematické teologie a dějin dogmatiky (Ordinarius für Systematische Theologie und Dogmengeschichte) na curyšské univerzitě, kde přednášel do roku 1969. Následně se na pozici profesora systematické teologie a filosofie víry vrátil do Německa, kde přijal místo na Univerzitě Eberharda Karla v Tübingenu. Zde také působil ve funkci ředitele Institutu hermeneutiky. V Tübingenu setrval až do důchodu v roce 2003.
Patřil také ke členům Norské akademie věd a literatury.

## Výbor z díla
- Paulus und Jesus (1962, 6. Aufl. 1986) ISBN 3-16-145119-8
- Gottes Sein ist im Werden. Verantwortliche Rede vom Sein Gottes bei Karl Barth, eine Paraphrase (1965, 4. Aufl. 1986) ISBN 3-16-145077-9
- Tod (1971, 5. Aufl. 1993) ISBN 3-579-03760-9
- Unterwegs zur Sache. Theologische Bemerkungen (1972, 3. Aufl. 2000) ISBN 3-16-147293-4
- Gott als Geheimnis der Welt. Zur Begründung der Theologie des Gekreuzigten im Streit zwischen Theismus und Atheismus (1977, 7. Aufl. 2001) ISBN 3-16-147620-4
- Anfechtung und Gewißheit des Glaubens oder wie die Kirche wieder zu ihrer Sache kommt (1976) ISBN 3-459-01089-4
- Der Wahrheit zum Recht verhelfen (1977) ISBN 3-7831-0525-0
- Barth-Studien (1982) ISBN 3-545-24211-0
- Schmecken und Sehen. Predigten III (1983) ISBN 3-459-01510-1
- Wertlose Wahrheit. Zur Identität und Relevanz des christlichen Glaubens (1990, 2. Aufl. 2003) ISBN 3-16-148222-0
- Das Evangelium von der Rechtfertigung des Gottlosen als Zentrum des christlichen Glaubens (1998, 3. Aufl. 1999) ISBN 3-16-147271-3 (Evangelium o ospravedlnění bezbožného jako střed křesťanské víry. Theologická studie s ekumenickým záměrem)
- Indikative der Gnade – Imperative der Freiheit. Theologische Erörterungen IV (2000) ISBN 3-16-147366-3
- … ein bißchen meschugge … Predigten und biblische Besinnungen V (2001) ISBN 3-87173-222-2
- Beziehungsreich. Perspektiven des Glaubens (2002) ISBN 3-87173-245-1
- Anfänger. Herkunft und Zukunft christlicher Existenz (2003) ISBN 3-87173-275-3
- Ganz werden. Theologische Erörterungen V (2003) ISBN 3-16-147969-6
- Predigten 1-4 (2003) ISBN 3-87173-265-6
- Theological Essays II (1994) ISBN 978-0-567-09706-4
- Theological Essays I (1999) ISBN 978-0-567-29502-6.